# Virserum
Virserum – miejscowość (tätort) położona na terenie gminy Hultsfred w regionie administracyjnym Kalmar w Szwecji.

## Opis
Virserum leży w południowej Szwecji, na terenie historycznej prowincji Småland nad brzegiem jeziora Virserum (Virserumssjön). Przez miejscowość przepływa rzeka Virserumsån, który wpada tutaj do jeziora Virserum. W okolicach Virserum znajduje się wiele rezerwatów przyrody. Na zachód od Virserum położony jest rezerwat przyrody Länsmansängen, na którego obszarze rośnie wiele gatunków drzew liściastych.

## Historia
Nazwa miejscowości Virserum wymieniona jest po raz pierwszy jako Widisrum (leśna polana) w dokumencie z 1278 roku.    Osadnictwo na tym obszarze nastąpiło jednak znacznie wcześniej. W pobliżu Virserum znaleziono m.in. groby z epoki kamiennej.
W latach 1880–1980 Virserum było centrum szwedzkiego przemysłu meblarskiego, funkcjonowało tutaj ok. 40 fabryk mebli. Obecnie czasy świetności branży meblarskiej, przypomina muzeum mebli. Muzeum jest wierną i funkcjonalną repliką fabryki mebli z lat 20. XX wieku.
Na rynku w 1956 roku ustawiono pomnik przedstawiający Nilsa Dacke, przywódcę powstania chłopskiego w latach 1542–1543, autorstwa rzeźbiarza Arvida Källströma, upamiętniający opór chłopów przeciwko królowi Gustawowi I Wazie. Legenda głosi, że Nils Dacke ukrył się wtedy w jaskini w pobliżu Virserum.
Liczba mieszkańców na koniec 2015 roku wynosiła 1769 osób.

## Kultura
Od 1998 roku w Virserum funkcjonuje muzeum sztuki: tzw. Hala Sztuki (Virserums Konsthall). Hala wykonana jest w większości z drewna i posiada przeźroczysty dach. Wystawiane są tam prace szwedzkich artystów, zawierające historie i obrazy zwykłych ludzi. Poznanie i zrozumienie siebie, to temat przewodni zmieniających się ekspozycji. Ponadto zorganizowana jest wystawa stała, zatytułowana: "Natura pradawnego lasu", której tematem są trolle, gobliny i podobne mityczne stworzenia.
Centrum kultury zwane dawniej "DackeStop", jest kulturalnym i turystycznym centrum miejscowości. Na dawnym terenie poprzemysłowym, przekształconym w 1997 roku w park, ulokowane jest muzeum przemysłu meblarskiego, stary tartak, stara kuźnia, "Hala Sztuki", ogród ziół i Telemuseum, oraz stowarzyszenie sztuki i rzemiosła Stinsen.